# Chaise-Dieu-du-Theil
Chaise-Dieu-du-Theil är en kommun i departementet Eure i regionen Normandie i norra Frankrike. Kommunen ligger i kantonen Rugles som tillhör arrondissementet Évreux. År 2022 hade Chaise-Dieu-du-Theil 207 invånare.

## Befolkningsutveckling
Antalet invånare i kommunen Chaise-Dieu-du-Theil
Referens:INSEE